# Lectoure
Lectoure é uma comuna francesa na região administrativa da Occitânia, no departamento de Gers. Estende-se por uma área de 84.93 km², e possui 3.665 habitantes, segundo o censo de 2018, com uma densidade de 43 hab/km².